# داستان اسطوره‌ای
داستان اسطوره‌ای (انگلیسی: Mythic fiction) ژانری است که از تمثیل، مضامین و نمادهای اسطورهای، افسانه‌ها و فولکلور نشأت می‌گیرد. داستان این ژانر معمولاً در دنیای واقعی می‌گذرد و به مسائل واقع‌گرایانه می‌پردازد، اما فضای اسطوره‌ای بر آن حاکم است. همه داستان‌های اسطوره‌ای فانتزی نیستند. در این ژانر از بازخوانی افسانه‌ها گرفته تا داستان‌های مبتنی بر اسطوره‌ها، و داستان‌هایی که کمی از اسطوره و افسانه الهام گرفته‌اند و از موضوعات آن‌ها برای خلق داستان‌های جدید استفاده می‌کنند دیده می‌شود.
این اصطلاح توسط چارلز د لینت و تری ویندلینگ برای توصیف آثارشان ابداع شد. د لینت گفته‌است که به‌دلیل طنین و آهنگ مناسب می‌تواند مخاطبان بیشتری داشته باشد. ویندلینگ به‌مدت شانزده سال به‌عنوان ویراستار «بهترین مجلدات فانتزی و ترسناک سال» و به‌عنوان ویراستار مجله هنرهای اسطوره‌ای استودیوی اندیکوت، داستان‌های اسطوره‌ای را اشاعه داد.
داستان اسطوره‌ای با فانتزی شهری و خیال‌پردازی معاصر هم‌پوشانی دارد و گاهی به‌جای هم استفاده می‌شوند، اما داستان اسطوره‌ای شامل آثار معاصر در محیطهای غیرشهری نیز می‌شود. داستان اسطوره‌ای با رئالیسم جادویی متفاوت است، زیرا متون رئالیسم جادویی ممکن است از نمادگرایی سوررئال در ترجیح نمادگرایی‌ای که بر اساس اسطوره و افسانه است، استفاده کنند.